# Astacilla poorei
Astacilla poorei là một loài chân đều trong họ Arcturidae. Loài này được Castelló miêu tả khoa học năm 1997.